# 赫居世居西干
赫居世居西干（かくきょせい きょせいかん、紀元前69年? - 後4年 ）は、斯蘆国の初代の王（在位:紀元前57年? - 4年）であり、姓を朴、名を赫居世とする。

## 建国神話
『三国史記』新羅本紀によれば、辰韓の今の慶州一帯には古朝鮮 の遺民が山合に住んでおり、楊山村（後の梁部もしくは及梁部）・高墟村（後の沙梁部）・珍支村（後の本彼部）・大樹村（後の漸梁部もしくは牟梁部）・加利村（後の漢祇部）・高耶村（後の習比部）という6つの村を作っていた。この六つの村を新羅六部と呼ぶ。
楊山の麓の蘿井（慶州市塔里に比定される）の林で、馬が跪いて嘶いていることに気がついた高墟村の長の蘇伐都利（ソボルトリ）がその場所に行くと、馬が消えてあとには大きい卵があった。その卵を割ると中から男の子が出てきた ので、村長たちはこれを育てた。10歳を過ぎるころには人となりが優れていたので、出生が神がかりでもあったために6村の長は彼を推戴して王とした。このとき赫居世は13歳であり、前漢の五鳳元年（前57年）のことという。即位するとともに居西干と名乗り、国号を徐那伐（ソナボル）といった。王となって5年、閼英井の傍に現れた龍（娑蘇夫人）の左脇（『三国史記』では右脇）から幼女が生まれた。娑蘇夫人がこれを神異に感じて、育て上げて井戸の名にちなんで閼英と名づけた。成長して人徳を備え、容姿も優れていたので、赫居世は彼女を王妃に迎え入れた。閼英夫人は行いが正しく、よく内助の功に努めたので、人々は赫居世と閼英夫人とを二聖と称した。
『三国遺事』王暦・新羅始祖赫居世条の伝える建国神話は、骨子は『三国史記』と同じであるが細部に違いがみられる。
天から降りてきた6村の長が有徳の王を求めて評議していたところ、霊気が蘿井の麓に下ったので見に行った。白馬が跪いている様がうかがえたが、そこには紫（青色）の卵があっただけで、馬は人の姿を見ると嘶いて天に昇った。卵を割ってみると中から男の子が現れ出て、その容姿は優れていた。村長たちは男の子を沐浴させると、体の中から光が出てきた。鳥や獣は舞い踊り、地は震え、日月の光は清らかであった。このことに因んで赫居世王と名づけ、居瑟邯（きょしつかん、コスルガム）と号した。王となったとき赫居世は13歳であり、同時に同じく神秘的な出生をした閼英を王妃とし、国号を徐羅伐（ソラボル）・徐伐（ソボル） とした。国号についてはあるいは斯羅（シラ）・斯盧（シロ）ともいう。
『三国遺事』や『三国遺事』によると、中国の王室の娘娑蘇夫人が、夫がいないのに妊娠したので海を渡り、中国から辰韓にたどり着き、赫居世居西干とその妃閼英夫人を生んだ。
『三国遺事』巻五「感通第七」条には以下の記述がある。
在位61年にして紀元4年3月に死去し、虵陵に葬られたという。『三国遺事』によれば、赫居世が死んで昇天して7日後に、遺体が地に落ちてバラバラになった。国人がこれを集めて葬ろうとしたが大虵（大蛇）に阻まれたのでバラバラとなった五体をそれぞれに葬って五つの陵とした。そのために王陵（五陵）を虵陵という。

## 名の由来
赫は朴と同音（パルク）で新羅語の光明の意、居世は吉支（キシ＝王）と同音として、光明王（もしくは聖王）の意味とする説、「赫」は辰韓の語で瓠の意味とする説、「赫居」と日本語のヒコ（日子）やホコ（矛）との関係をみる説等がある。『三国遺事』の指定する訓によれば「世」の字は「内」と読み「赫居世」は世の中を照らす意味という。

## 姓氏の由来
『三国遺事』によれば、生まれ出た卵が瓠（ひさご）の様な大きさだったため、辰韓の語で瓠を意味する「バク」を姓としたという。そのため、同時期に新羅の宰相を務め、瓠を腰にぶら下げて海を渡ってきたことから瓠公（ホゴン）と称された倭人と同定する、またはその同族とする説がある。あるいは、赫居世の名の頭音「赫居」または「赫」が同音であるためそのまま「朴」になったとも考えられている。

## 君号の由来
「居西干」は辰韓語で王もしくは貴人を意味する称号と記されているが、高句麗の官位名の古鄒加を新羅語に写したものとも考えられている。

## 現代の朴姓と通名
現代で朴姓を持つ一族のうち最大の規模をもつ密陽朴氏は赫居世の子孫を名乗っている。朴一族は創氏改名により従来の姓に加え夫婦共通である氏を創設するよう求められた際、赫居世が新羅国を建国した事と蘿井という井に近い場所で生まれたという故事から新井という氏を使用する事を好んだ。

## 家系
- 母親:娑蘇夫人
  - 王后:閼英夫人
    - 長男:南解次次雄（朴南解）以下の人物については、慶州朴氏系図にのみ登場し、史書には存在しない。
    - 次男:パクトゥク（朴忒）
      - 孫:パクヒョク（朴赫）-新羅朴氏の系譜によると彼の家系は息子の貰武、孫の徳寿、曾孫の光炯まで続くという。

    - 三男:パクミン（朴忞）
    - 長女:阿老公主

## 系図
|  |  | N/A | N/A | N/A | N/A | N/A | N/A |                            |                            |                            |                            |                            |                            | 사소부인 娑蘇夫人      | 사소부인 娑蘇夫人 | 사소부인 娑蘇夫人 | 사소부인 娑蘇夫人 | 사소부인 娑蘇夫人 | 사소부인 娑蘇夫人 |                   |                   |                   |                   |                   |                   |
|  |  | N/A | N/A | N/A | N/A | N/A | N/A |                            |                            |                            |                            |                            |                            | 사소부인 娑蘇夫人      | 사소부인 娑蘇夫人 | 사소부인 娑蘇夫人 | 사소부인 娑蘇夫人 | 사소부인 娑蘇夫人 | 사소부인 娑蘇夫人 |                   |                   |                   |                   |                   |                   |
|  |  |     |     |     |     |     |     |                            |                            |                            |                            |                            |                            |                        |                   |                   |                   |                   |                   |                   |                   |                   |                   |                   |                   |
|  |  |     |     |     |     |     |     | 혁거세 거서간 赫居世居西干 | 혁거세 거서간 赫居世居西干 | 혁거세 거서간 赫居世居西干 | 혁거세 거서간 赫居世居西干 | 혁거세 거서간 赫居世居西干 | 혁거세 거서간 赫居世居西干 |                        |                   |                   |                   |                   |                   | 알영부인 閼英夫人 | 알영부인 閼英夫人 | 알영부인 閼英夫人 | 알영부인 閼英夫人 | 알영부인 閼英夫人 | 알영부인 閼英夫人 |
|  |  |     |     |     |     |     |     | 혁거세 거서간 赫居世居西干 | 혁거세 거서간 赫居世居西干 | 혁거세 거서간 赫居世居西干 | 혁거세 거서간 赫居世居西干 | 혁거세 거서간 赫居世居西干 | 혁거세 거서간 赫居世居西干 |                        |                   |                   |                   |                   |                   | 알영부인 閼英夫人 | 알영부인 閼英夫人 | 알영부인 閼英夫人 | 알영부인 閼英夫人 | 알영부인 閼英夫人 | 알영부인 閼英夫人 |
|  |  |     |     |     |     |     |     |                            |                            |                            |                            |                            |                            |                        |                   |                   |                   |                   |                   |                   |                   |                   |                   |                   |                   |
|  |  |     |     |     |     |     |     |                            |                            |                            |                            |                            |                            | 남해 차차웅 南解次次雄 |                   |                   |                   |                   |                   |                   |                   |                   |                   |                   |                   |